# Orquestra Sinfônica da Rádio de Stuttgart
A Orquestra Sinfônica da Rádio de Stuttgart (em alemão: Radio-Sinfonieorchester Stuttgart des SWR) é uma orquestra sinfônica da Südwestrundfunk (SWR), uma estação de televisão pública, membro da ARD e baseada em Stuttgart, Alemanha. A orquestra  foi fundada após a Segunda Guerra Mundial,  em 1945, por autoridades de ocupação estadunidenses, sob o nome de "Orquestra Sinfônica da Rádio de Stuttgart". Georges Prêtre tornou-se o diretor artístico em 1996.

## Principais regentes
- Hans Müller-Kray (1948–1969)
- Sergiu Celibidache (1971–1977)
- Neville Marriner (1983–1989)
- Gianluigi Gelmetti (1989–1998)
- Roger Norrington (1998–presente)